# 타이요 테니스테
타이요 테니스테(에스토니아어: Taijo Teniste, 1988년 1월 31일 타르투 ~ )는 에스토니아의 축구 선수로 현재 타르투 탐메카에서 수비수로 뛰고 있으며 에스토니아 대표팀의 일원으로도 활동 중이다.

## 수상

### 클럽
레바디아 탈린 리저브
- 에실리가 : 우승 (2006, 2007)

레바디아 탈린
- 메이스트릴리가 : 우승 (2006, 2007, 2008, 2009), 준우승 (2005, 2010), 4위 (2011)
- 에스토니아컵 : 우승 (2006-07, 2009-10), 4강 (2007-08)
- 에스토니아 슈퍼컵 : 우승 (2010), 준우승 (2007, 2008, 2009, 2011)

 송달 포트발
- OBOS 리가엔 : 우승 (2015)

 SK 브란
- 엘리테세리엔 : 3위 (2018)